# フィリピンの歴史 (1946年-1965年)

フィリピン共和国
Republika ng Pilipinas (フィリピノ語)
Republic of the Philippines (英語)
República de Filipinas (スペイン語)

国歌: Lupang Hinirang（タガログ語）
最愛の地

東南アジアにおけるフィリピンの位置

フィリピンの歴史 (1946年-1965年)は、フィリピン共和国1973年憲法の批准と共に1973年1月17日に終わるフィリピン第三共和国の多くを対象とする1946年の独立承認からディオスダド・マカパガル政権の終焉までのフィリピンの歴史を扱っている。

## 独立の承認

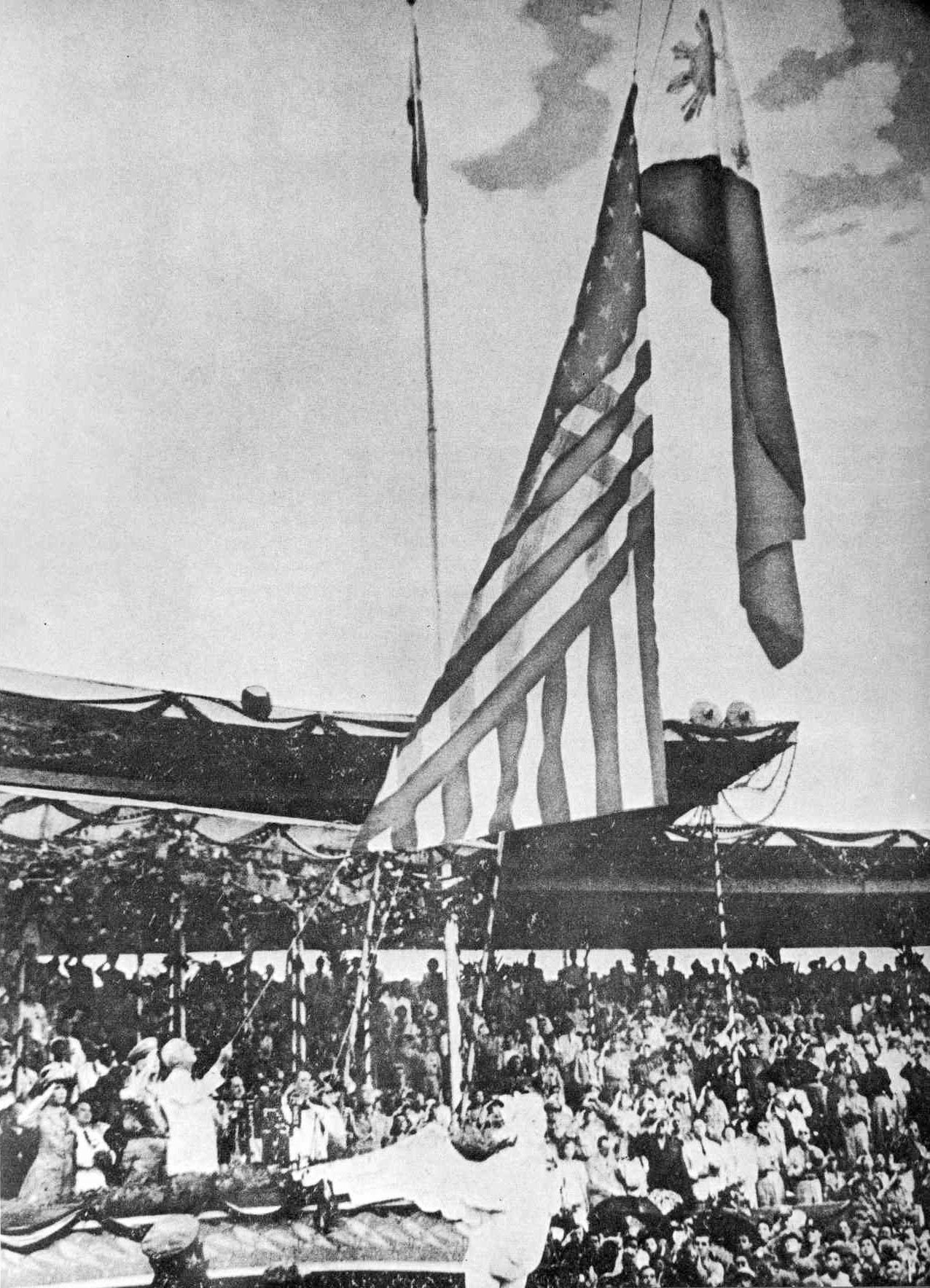
1946年7月4日の独立記念日式典でフィリピン国旗が掲げられる一方でアメリカ合衆国国旗が降ろされている。

アメリカ合衆国は1946年7月4日にフィリピンの独立を承認した。（「タイディングズ＝マクダフィー法」として広く知られる）フィリピン独立法と併せてハリー・S・トルーマン大統領は正式にフィリピンの独立を承認する1946年7月4日の布告2695号を発した。
同じ日、アメリカ合衆国とフィリピンの代表は、両国間の「一般関係の条約」に調印した。この条約は1946年7月4日時点でのフィリピン共和国の独立承認とフィリピン群島に関するアメリカの主権の排除を規定した。
アメリカ合衆国は一部の主要基地を含む数十の軍事基地を残していた。加えて独立はアメリカ合衆国議会が可決した法律により制限された。例えばベル通商法は「この条項に示すようにアメリカ合衆国製品と実質的な競争を行おうとしたり行いそうな」アメリカ合衆国の輸入制限がフィリピン条項に盛り込まれる可能性のある機能を規定した。更にアメリカ合衆国市民や企業が対等にフィリピンの鉱物や森林などの天然資源を採掘できることを保証するよう要求した。元老院金融委員会の公聴会でウィリアム・ロックハート・クレイトン経済担当副国務長官はこの法律を「明らかにこの国の基本的な対外経済政策と矛盾し」「明らかに真のフィリピン独立を保証する我が国の約束と矛盾する」と述べた。
フィリピン政府は選択の余地は殆どなく独立のためにこの条項を受け入れるしかなかった。議会はベル法が批准されなければ第二次世界大戦後の復興基金を保留すると脅していた。フィリピン議会は1946年7月2日に受容した。
独立後アメリカ合衆国はエドワード・ランスデールのような中央情報局の秘密諜報員を通じてフィリピンを管理し続けた。レイモンド・ボナーなどの歴史学者が言うようにランスデールはラモン・マグサイサイ大統領の生涯を支配し、このフィリピン指導者がフィリピン人のスピーチライターの原稿で演説した時には殴打までし、アメリカのエージェントも現職のエルピディオ・キリノを薬漬けにさせクラロ・レクト元老院議員を暗殺することを話し合った。著名なフィリピン人歴史家ローランド・G・シンブランはCIAを「アメリカ帝国主義のフィリピンの秘密組織」と呼んだ。

### 独立記念日の移動
フィリピンは現在1898年のスペインからのエミリオ・アギナルドの独立宣言の記念日である6月12日に独立記念日を祝っている。この宣言はこの年の5月にマニラ湾海戦でスペインを破った後で米西戦争を終結させたパリ条約を通じてフィリピン群島を獲得したアメリカ合衆国から承認されなかった。
1946年から1961年までフィリピンは7月4日に独立記念日を祝っていた。1962年5月12日、マカパガル大統領は1962年6月12日をフィリピン全土で特別な祝日であると布告する大統領布告第28号を発した。1964年、共和国法第4166号は独立記念日の日付を7月4日から6月12日に変更し、7月4日の祝日を共和国記念日と改称した。

## ロハス政権（1946年 - 1948年）

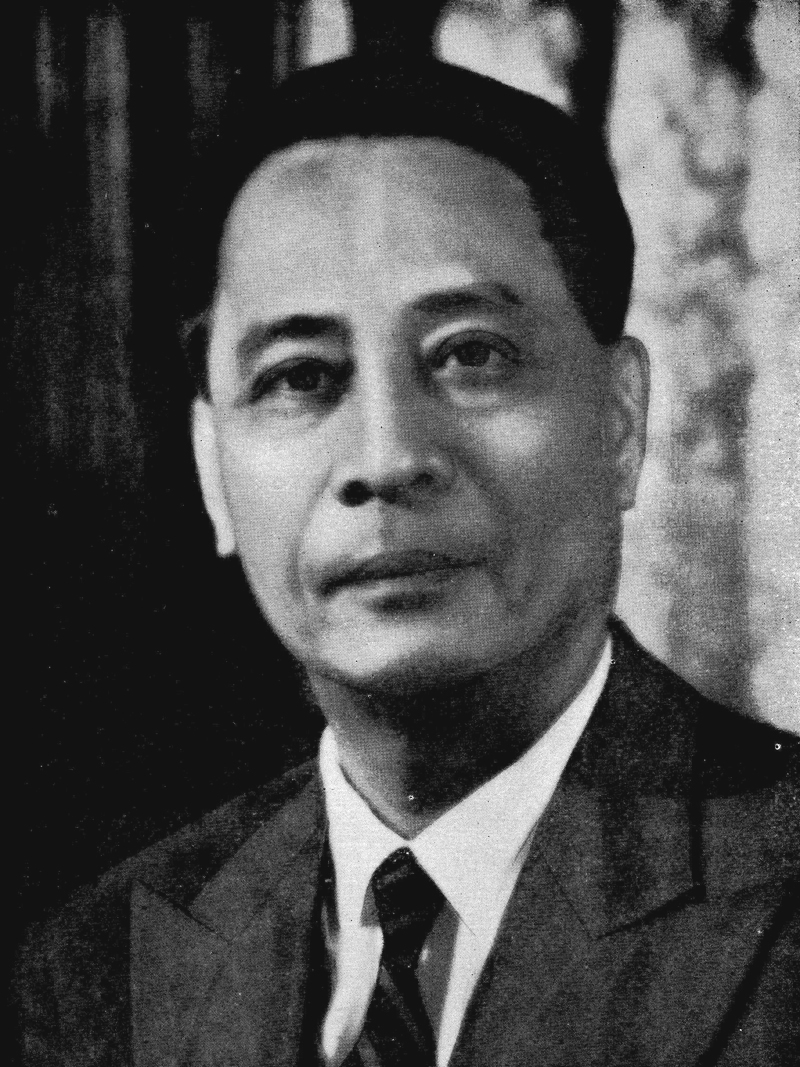
マニュエル・ロハス（1946年から1948年まで大統領）

フィリピン議会が1945年に招集されると、1941年に選出された議員は、元老院代表にマニュエル・ロハスを選んだ。1946年のフィリピン全国選挙でロハスは国民党のリベラル派の候補として大統領選に立候補した。マッカーサー将軍の信頼に足る支援があった。対立候補はフィリピン人民はロハスの評判を知っていると言いながら選挙戦を辞退したセルヒオ・オスメニャであった。1946年4月23日の選挙でロハスは54％の票を獲得し、自由党は議会の多数を占めた。フィリピンが1946年7月4日にアメリカ合衆国から独立すると、ロハスは新共和国の第一代大統領になった。
ロハスは独立後にアメリカ合衆国から復興基金を得ることに成功したが、軍事基地（その内の23か所は99年間租借される）やフィリピン市民のための貿易の制限、アメリカ合衆国の所有者や投資家のための特別な恩恵を容認せざるを得なかった。この政権は汚職で損なわれ、更に地方の憲兵隊の侵害行為で農村部での左翼のフクバラハップ（フク団）運動を加速させることになった。フク団を押し潰そうという高圧的な企図は、広範な農民の不満に繋がった。
ロハスの任期中にタートル諸島やマンシ諸島の政権がイギリスによりフィリピンに移行された。（当時の海外領土（フィリピン群島）に関して）アメリカ合衆国と（当時の保護領（北ボルネオ国）に関して）イギリスが1930年に締結した国際条約により両大国はそれぞれの領土の国際的な境界に合意した。この条約でイギリスもマンシ諸島同様にタートル諸島がフィリピン群島の一部であり従ってアメリカ合衆国の主権下にあることを受け入れた。しかし同時に締結した補足の国際条約により両大国はフィリピン群島の一部であるがこの群島は依然北ボルネオ国の北ボルネオ会社の管理下に置くことに合意した。補足条約はアメリカ合衆国がアメリカ合衆国へのこの群島の管理権の移行を求めてイギリスに予告するまで北ボルネオ会社がこの群島を管理し続けると規定した。アメリカ合衆国はこのような予告をすることは決してなかった。1946年7月4日、フィリピン共和国が誕生した。1930年の条約に基づきアメリカ合衆国の権利・義務を継承した。1946年7月15日、イギリスは北ボルネオ国を併合し、イギリスの観点では北ボルネオ国であったものに関しては主権国となった。1946年9月19日、フィリピン共和国はタートル諸島とマンシ諸島の管理を引き継ぐ意思があるとイギリスに知らせた。補足の国際的合意に従って管理権の移行は、1947年10月16日に発効することになった。
1948年4月15日にクラーク空軍基地で演説中に心臓発作を起こしたためにロハスは長く大統領職に留まらなかった。エルピディオ・キリノ副大統領が次代の大統領になった。

## キリノ政権（1948年 - 1953年）

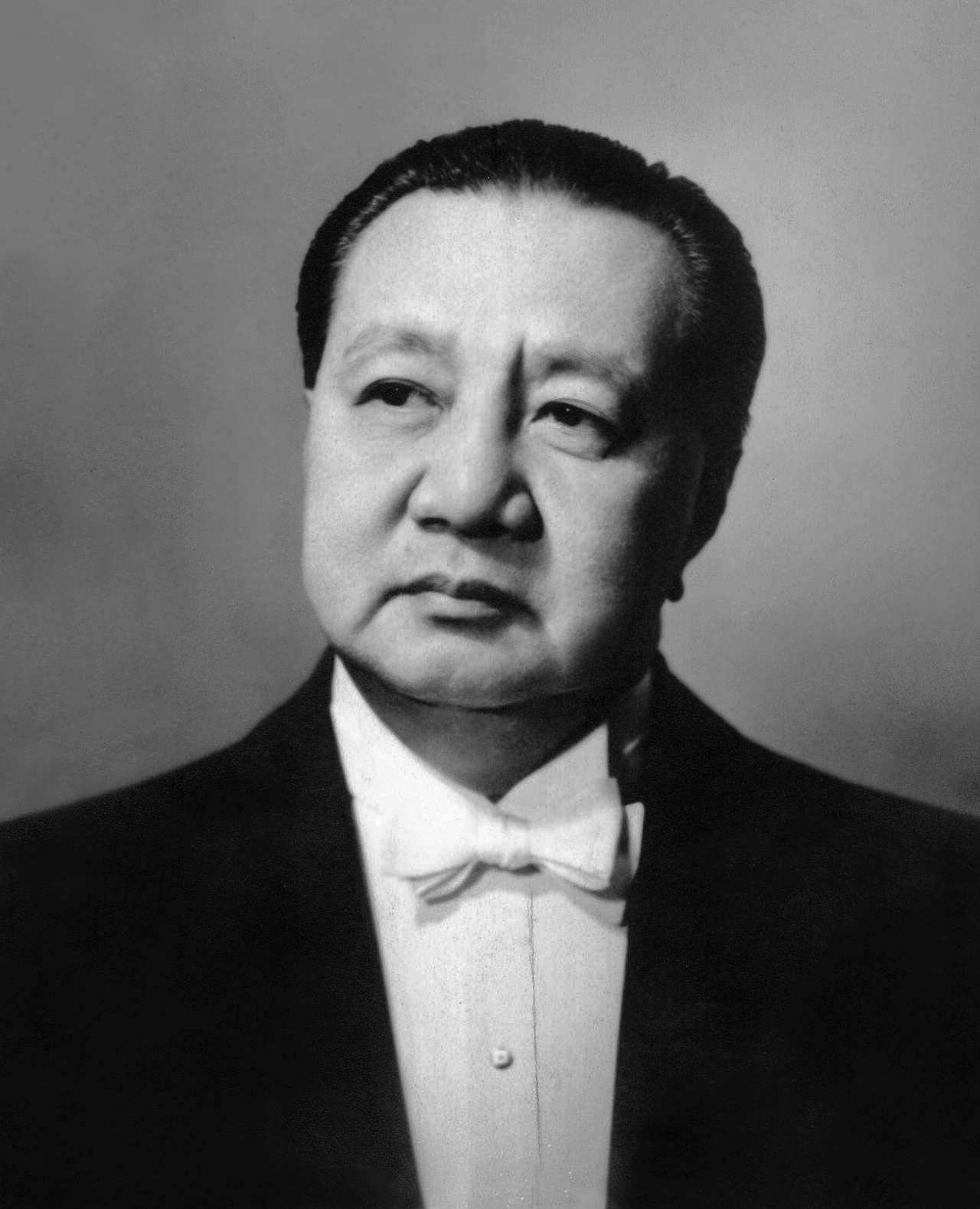
エルピディオ・キリノ（1948年から1953年まで大統領）

キリノはマニュエル・ロハスが死んだ二日後に宣誓をして1948年4月17日に大統領職を引き受けた。1949年に戦時大統領で国民党のホセ・ラウレルが民主主義における特に賄賂が横行する行為と評する行為についてキリノに対抗して立候補した。一般に歴史学者はラウレルが選ばれたことを受け入れているが、ラウレルはキリノの力による勝利宣言に対抗することを拒絶した。
キリノは男やもめであったので、娘ヴィッキーが正式な女主人として扱われ、伝統的にファーストレディーと言われる機能を果たした。
キリノ政権は共産主義のフクバラハップ運動の結成で深刻な脅威にさらされた。フク団は元々ルソンでの反日ゲリラであったが、共産主義者が着々と指導部の支配を固め、フク団司令官ルイス・タルクとのキリノの交渉が1948年に失敗に終わると、タルクは自分は共産主義者であると公然と宣言し、政府の転覆を呼び掛けた。
大統領としての5年間は、著しい戦後復興や総合的な経済発展、アメリカ合衆国からの増大する経済援助に彩られた。しかし特に農村部の基本的な社会問題は、解決されないままで、政権は広範な賄賂に汚された。
1953年、第2期に朝鮮戦争が始まり、フィリピン朝鮮遠征軍（PEFTOK）の名称の下で7450名を超えるフィリピン人兵士が朝鮮に送られることになった。
病気ではあったがキリノは1953年に再選を目指して立候補したが、ラモン・マグサイサイに得票差で大差を付けられ敗れた。

## マグサイサイ政権（1953年 - 1957年）
1953年の選挙でマグサイサイはアメリカ当局や基金から辛うじて秘密の援助を受けて現職のエルピディオ・キリノを超えて大統領に選ばれた。フィリピンの大統領では初めてバロン・タガログを着て宣誓した。

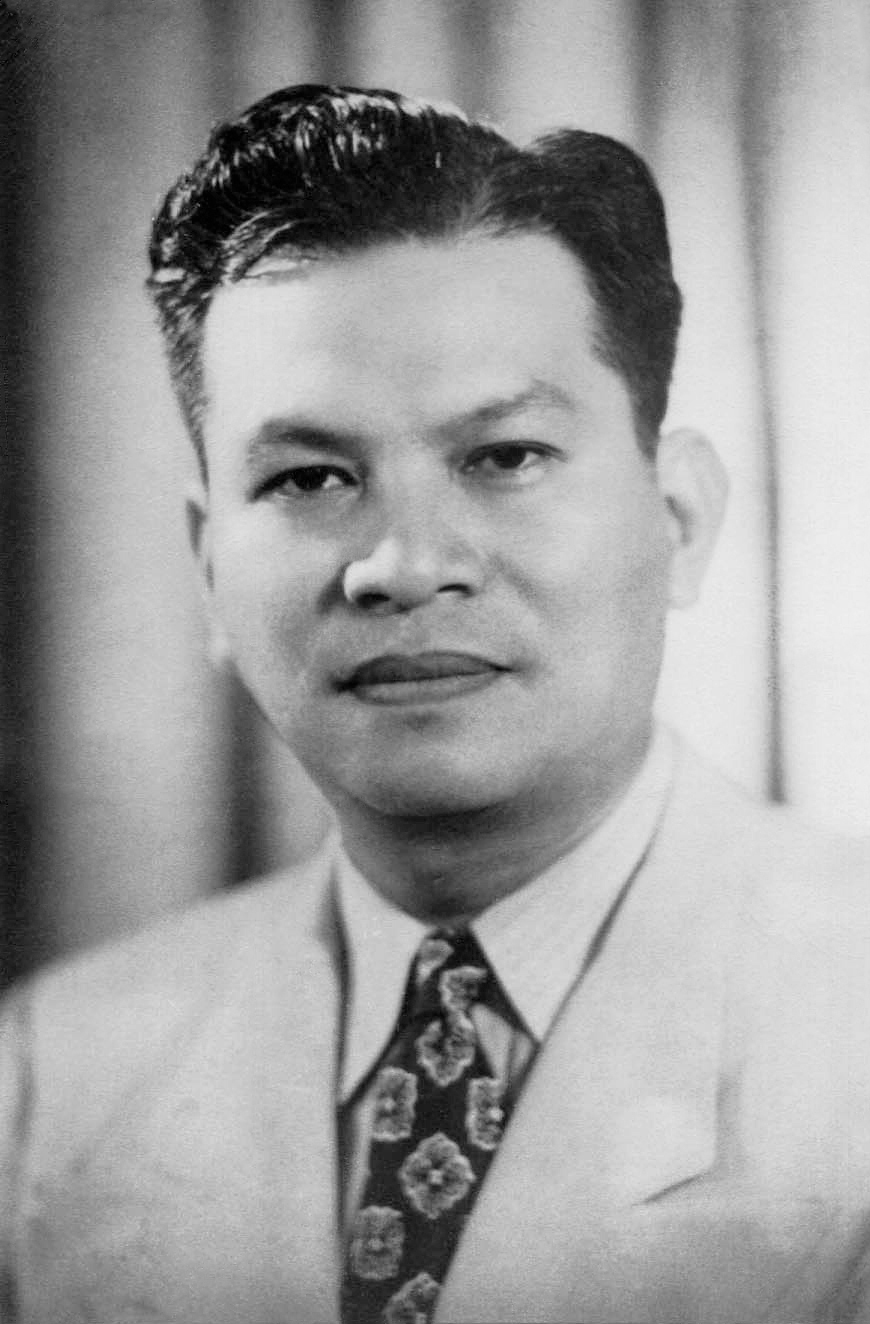
ラモン・マグサイサイ（1953年から1957年まで大統領）

大統領としてアメリカ合衆国の親友にして支援者であり冷戦期の反共代弁人であった。東南アジアや南アジア、オセアニアのマルクス・レーニン主義運動を破ることを目的にした1954年のマニラ条約としても知られる東南アジア条約機構の創設を導いた。任期中に文字通りには「人民の家」となるマラカニアン宮殿を作り、一般に門を開放した。
誠実な一例がフィリピン空軍（PAF）に属する新しい軍用機に搭乗して示威飛行をした後に見られる。マグサイサイ大統領は飛行費用に架かる1時間当たりの運用費用がこの種の軍用機にどれくらいかかるかを聞き、PAFに個人的な確認事項を書いた。
1957年3月16日にマグサイサイは3か所の教育機関で演説するセブに向けてマニラを発った。同じ日の夜午前1時頃にマニラに戻る大統領機「ピナツボ山」（C-47）に搭乗した。3月17日早朝に飛行機は行方不明になったと報告された。その日の午後遅くに新聞は飛行機がセブのマヌンガル山に衝突し26人中25人の乗客と乗務員が死亡したと伝えた。生存者は新聞記者のネストル・マタのみであった。カルロス・ガルシア副大統領はこの時オーストラリアを公式訪問していて、マグサイサイの任期の最後の8か月を務めるために大統領職を引き受けた。
推定200万人が1957年3月22日のマグサイサイの葬儀に参列した。

## ガルシア政権（1957年 - 1961年）

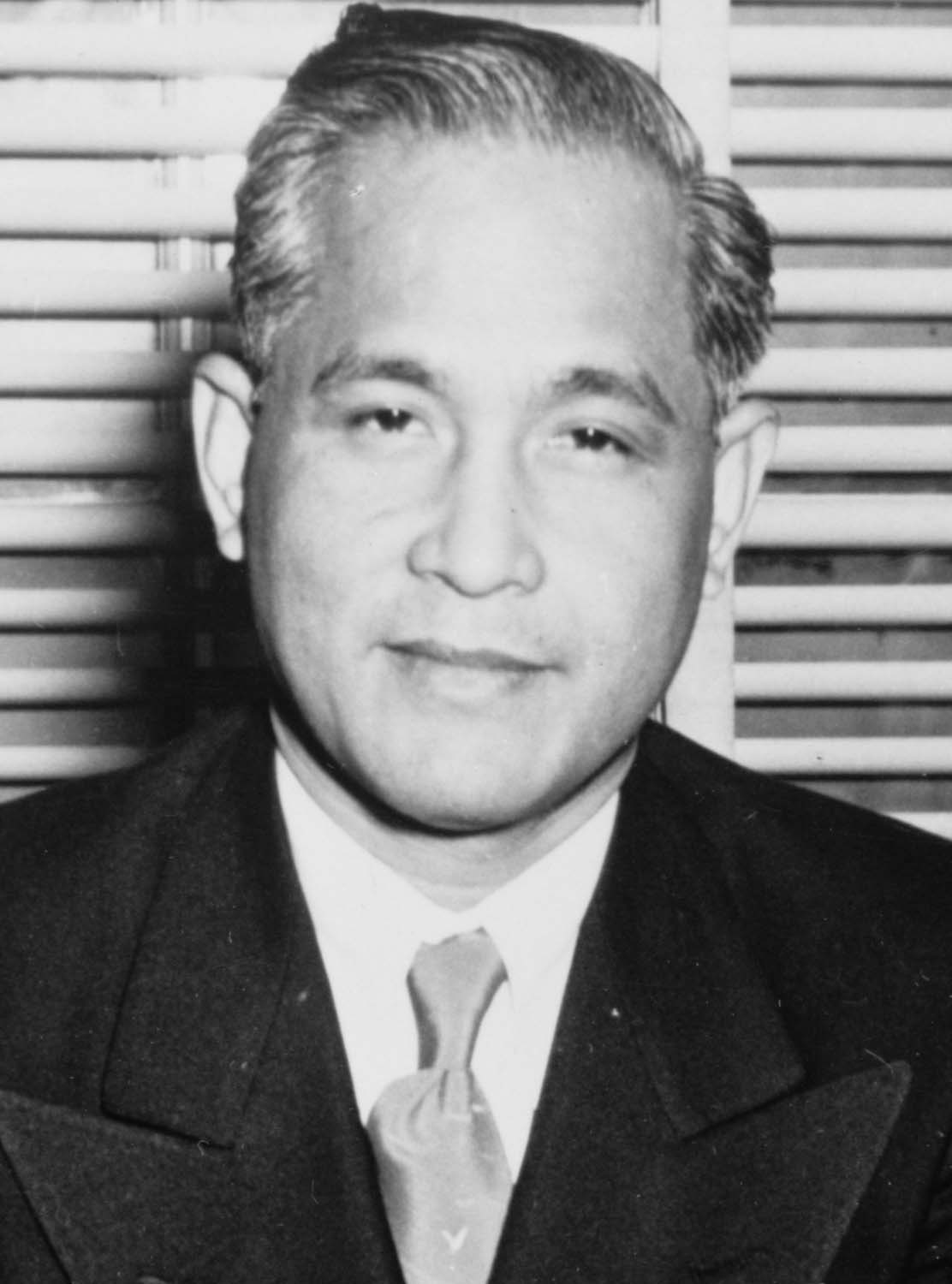
カルロス・ガルシア（1957年から1961年まで大統領）

ガルシアは1957年3月17日の飛行機事故でラモン・マグサイサイが死亡すると大統領職を引き受け、後に同じ年に任期満了で1957年の選挙で選出された。
任期中にアメリカ合衆国の基地租借を99年から25年に縮めるボーレン＝セラノ合意で活動し、5年毎に更新させた。
任期中にフィリピン人第一政策を実行したことで良く知られていた。この政策は外国の投資家に対してフィリピン人実業家を非常に贔屓にした。国内の中国人実業家に大いに影響する小売りの変更にも関わった。質素さに焦点を当てた計画も作成した。
第二期の終わりに1961年11月の1961年の選挙で再選を目指して立候補したが、副大統領を務めたが野党の自由党に属したディオスダド・マカパガルに敗れた（フィリピンでは大統領と副大統領は別々に選ばれる）。

## マカパガル政権（1961年 - 1965年）
1961年の大統領選挙でマカパガルはガルシアに対抗して立候補し、55％対45％の票差で現職大統領を破った。経済発展を刺激するよう求めながらマカパガルは支持者の助言を採用しフィリピンペソが自由通貨交換市場で変動相場制を採用することを認めた。改革活動は当時代議院と元老院を牛耳っていた国民党に阻止された。それにも関わらず大統領として国民に成長と繁栄をもたらした。

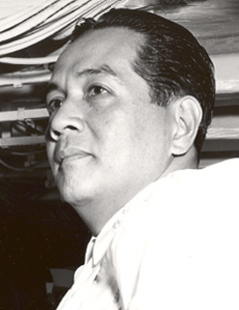
ディオスダド・マカパガル（1961年から1965年まで大統領）

大統領としてのマカパガルの最も重要な業績に1963年の土地改革法の借用廃止と付随する土地改革計画があった。フィリピンの独立を祝う日も7月4日から6月12日に変更し、後者の日付は1898年にエミリオ・アギナルドがスペインからの独立を宣言した日である。後にマカパガルは作家のスタンレー・カーノウに変更した理由はアメリカ大使館の祝賀会の方が7月4日のアメリカ独立記念日のフィリピン祝賀会より多く訪れたことだと語った。
マカパガルは現職の大統領に挑戦する国民党に鞍替えした嘗ての自由党の盟友元老院長官フェルディナンド・マルコスに1965年に再選を目指して敗れた。

## 参照
1. ↑  “Proclamation 2695 of July 4, 1946 "Independence of the Philippines"” (英語). National Archives (2016年8月15日). 2022年4月14日閲覧。
2. ↑  “TREATY OF GENERAL RELATIONS BETWEEN THE UNITED STATES OF AMERICA AND THE REPUBLIC OF THE PHILIPPINES. SIGNED AT MANILA, ON 4 JULY 1946”.   United Nations. 2011年7月23日時点のオリジナルよりアーカイブ。2007年12月10日閲覧。
3. ↑  “Commonwealth Act No. 733”.   Chan Robles Law Library (1946年4月30日). 2022年4月14日閲覧。
4. ↑  Jenkins, Shirley (1954). American Economic Policy Toward the Philippines. Stanford University Press. p. 62. ISBN 0-8047-1139-9
5. ↑  H.W. Brands,  Bound to Empire: The United States and the Philippines (1992) pp 219–23.
6. ↑  Butterfield, Fox; Times, Special to the New York (1987年4月19日). “New Book on Marcos Says U.S. Knew of His '72 Martial-Law Plans” (英語). The New York Times. ISSN 0362-4331 2018年1月24日閲覧。
7. ↑  Nashel, Jonathan (2005) (英語). Edward Lansdale's Cold War. Univ of Massachusetts Press. pp. 32. ISBN 1558494642
8. ↑  Simbulan, Roland G. (2000年8月18日). “Equipo Nizkor – Covert Operations and the CIA's Hidden History in the Philippines”. www.derechos.org. 2018年1月23日閲覧。
9. ↑  Diosdado Macapagal. “Proclamation No. 28 Declaring June 12 as Philippine Independence Day”.   Philippine History Group of Los Angeles. 2009年5月12日時点のオリジナルよりアーカイブ。2009年11月11日閲覧。
10. ↑  Manuel S. Satorre Jr.. “President Diosdado Macapagal set RP Independence Day on June 12”.   positivenewsmedia.net. 2011年7月24日時点のオリジナルよりアーカイブ。2008年12月10日閲覧。
11. ↑  “AN ACT CHANGING THE DATE OF PHILIPPINE INDEPENDENCE DAY FROM JULY FOUR TO JUNE TWELVE, AND DECLARING JULY FOUR AS PHILIPPINE REPUBLIC DAY, FURTHER AMENDING FOR THE PURPOSE SECTION TWENTY-NINE OF THE REVISED ADMINISTRATIVE CODE”.   Chanrobles Law Library (1964年8月4日). 2009年11月11日閲覧。
12. ↑  Convention between the United States and the United Kingdom done at Washington on 2 January 1930
13. ↑  Exchange of Notes between the United States and the United Kingdom done at Washington on 2 January 1930
14. ↑  The North Borneo Cession Order in Council 1946
15. ↑  “Exchange of Notes between the Government of the United Kingdom and the Government of the Republic of the Philippines regarding the transfer of the administration of the Turtle and Mangsee Islands to the Philippine Republic; Cmd 8320”. 2018年5月5日時点のオリジナルよりアーカイブ。2020年1月15日閲覧。
16. ↑  Peter C. Richards (1947年12月6日). “New Flag Over Pacific Paradise”.  The Sydney Morning Herald. 2015年10月22日閲覧。
17. ↑  Philippine presidents " Manuel A. Roxas, Malacañang Museum (archived from the original on July 29, 2008).
18. 1 2  Owen, Norman G. (2010). The Emergence of Modern Southeast Asia: A New History. Singapore: NUS Press. pp. 293. ISBN 978-9971-69-328-2
19. ↑  Jose Veloso Abueva, Ramon Magsaysay: A political biography (Solidaridad Publishing House, 1971).
20. ↑  Zaide, Gregorio F. (1984). Philippine History and Government. National Bookstore Printing Press
21. ↑  Townsend, William Cameron (1952). Biography of President Lázaro Cárdenas
      See the SIL International Website at: Establishing the Work in Mexico.
22. ↑  Carlos P. Romulo and Marvin M. Gray: The Magsaysay Story (The John Day Company, 1956, updated – with an additional chapter on Magsaysay's death – re-edition by Pocket Books, Special Student Edition, SP-18, December 1957)
23. 1 2  Martin Meadows, "Philippine political parties and the 1961 election." Pacific Affairs 35.3 (1962): 261–274.
24. ↑  Karnow, Stanley (1989). In Our Image: America's Empire in the Philippines. New York: Ballantine Books. p. 365. ISBN 0-345-32816-7